# Leca (Albenga)
Leca (chiamata per esteso Leca di Albenga) è una frazione e sobborgo di circa 3 000 abitanti del comune di Albenga, in provincia di Savona. Ubicata a circa 15 m s.l.m., su un antico insediamento romano, è distante circa 4 km dal capoluogo ingauno.

## Storia
Leca come altre frazioni, sono di formazione romana, anche se su Leca non ci sono testimonianze; quello che può essere corretto, è che la formazione di Leca sia avvenuta in quanto incrocio della via tra Bastia e la strada che va verso il Piemonte, quindi probabilmente un paese non di fondazione, ma di formazione a seguito di incrocio di vie di comunicazione. 
Il paese attuale ha assunto l'attuale nome a partire dal medioevo, quando gli abitati esistenti, costituiti per lo più da case coloniche, vennero denominati Leuca, abbreviazione di Leucanthemum, nome di una margherita spontanea che cresceva nella zona. Pare che questo nome latino venisse già usato in epoca romana.
Si sa che nel 1288 Leca veniva presa di mira dal Marchese di Clavesana, dove negli statuti di Albenga si cita valutazione dei danni in Leicha per causa del Marchese di Clavesana, come anche sotto Emanuele di Clavesana, ci furono incendi e furti ai danni di arboreti. Per tutelare Albenga da queste continue invasioni, vennero create nuove città fortificate, le ville nuove come Bastita, Borghetto Santo Spirito, Cisano, Pogli.
Nel medioevo e fino alla rivoluzione francese, divenne la residenza estiva, il luogo d'otium, dei nobili che volevano sfuggire alla malsana atmosfera di città, tra le famiglie della nobiltà locale che qui edificarono una loro villa si ricorda la famiglia D'Aste. Via Chiesa Vecchia viene descritta come una tipica strada cinta da muri, delimitanti orti e pomari. Attualmente è un paese di circa 2 000 abitanti ed importante centro agricolo della piana di Albenga. Le coltivazioni floricole in vaso costituiscono la grande parte della produzione agricola. Lo sviluppo edilizio degli ultimi anni ha avuto come conseguenza la grande vicinanza dell'abitato di Leca, allargatosi molto l'originario centro storico, con la periferia del capoluogo Albenga.

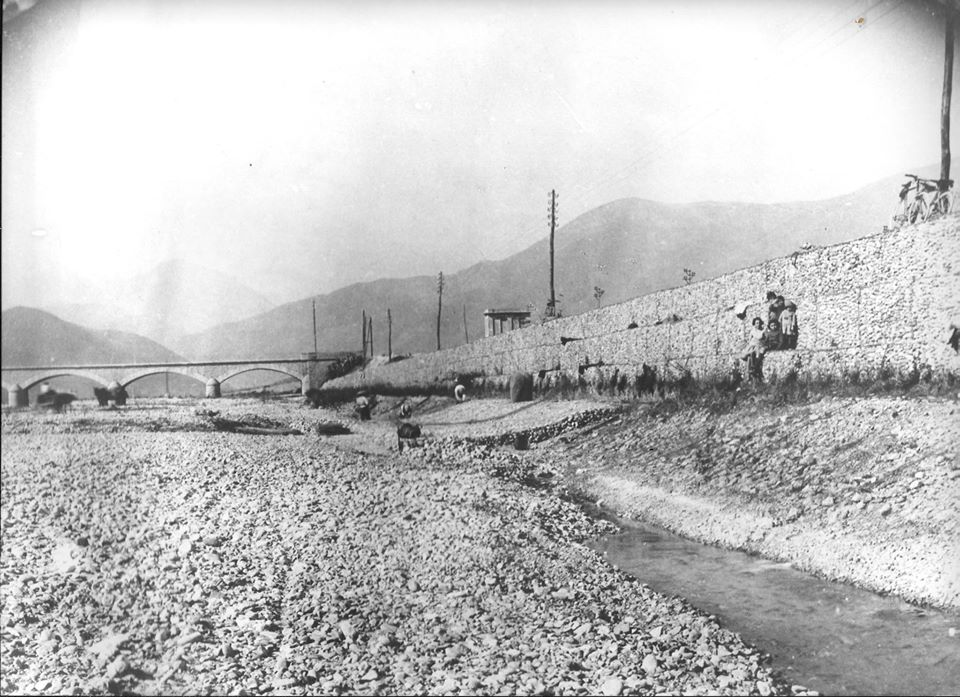
Argini del Centa a Leca

Leca è conosciuta anche per essere la sede dell'uscita autostradale di Albenga.

## Monumenti e luoghi d'interesse

### Architetture religiose

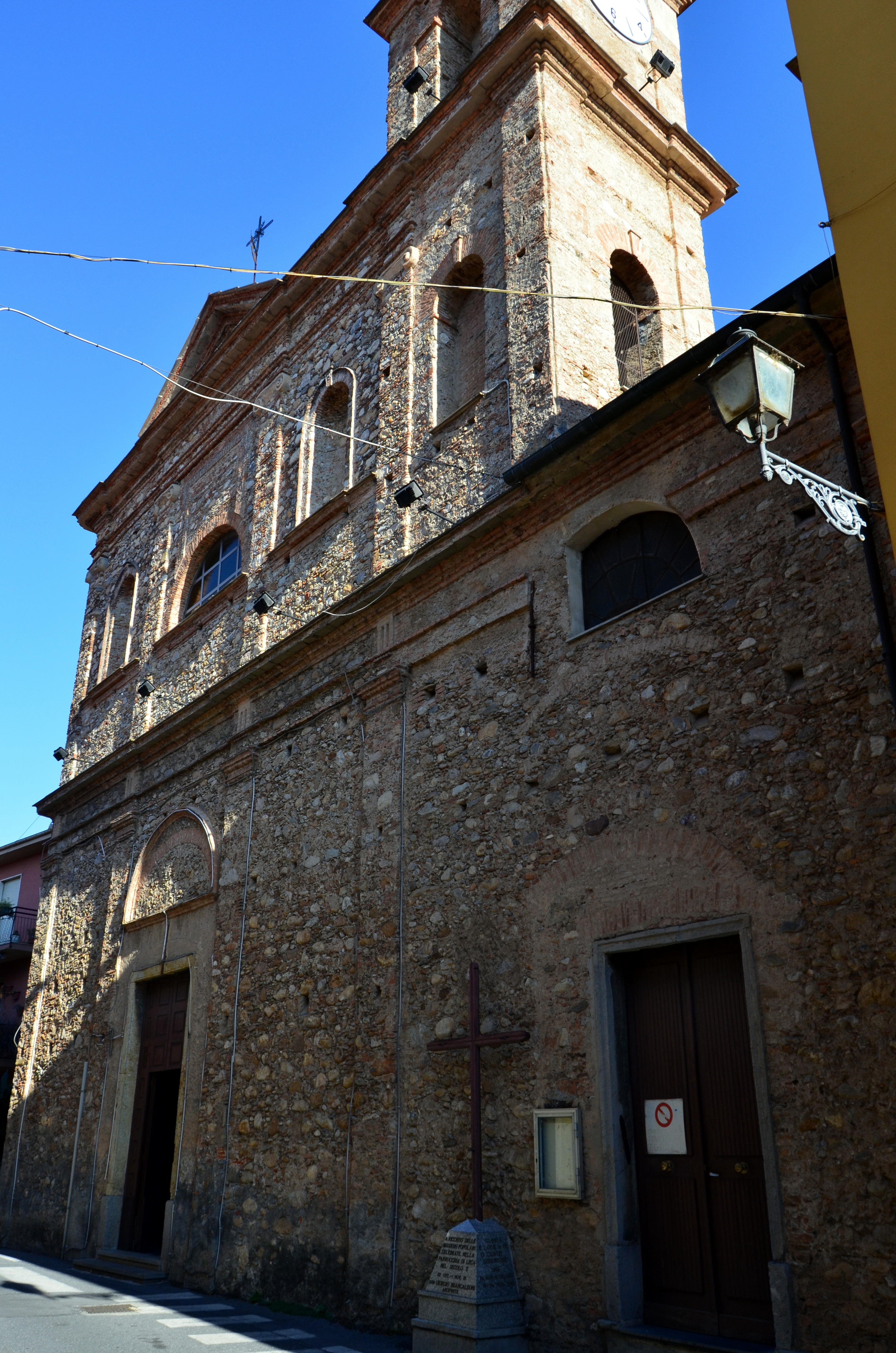
La chiesa parrocchiale di Nostra Signora Assunta

- Chiesa parrocchiale di Nostra Signora Assunta, risalente al 1790, che presenta dipinti di un certo valore.
- Oratorio di San Pietro, sede della Confraternita della SS Annunziata, adiacente alla parrocchia di Nostra Signora dell'Assunta. Al suo interno sono conservati i crocifissi processionali, gli arredi sacri e dipinti. La confraternita organizza in occasione del suo santo patrono la processione invitando le confraternite degli oratori adiacenti ogni 29 giugno.

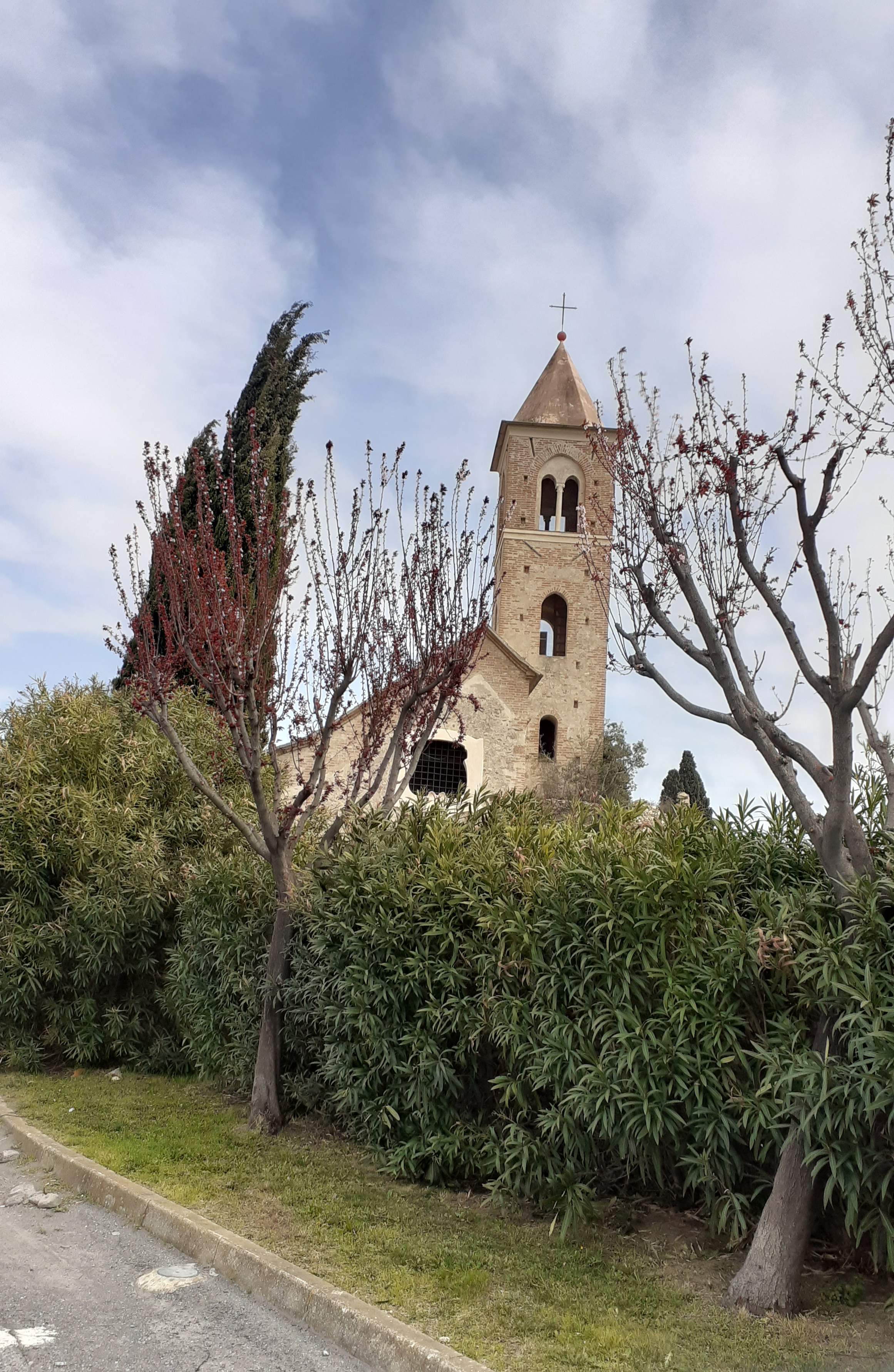
La chiesa di Santa Maria del Bossero, vista dal piazzale del cimitero

- Chiesa di Santa Maria del Bossero, d'origine medievale, le cui rovine sono state parzialmente ricostruite (facciata, tetto e campanile) anche grazie all'aiuto della locale scuola primaria, del Rotary Club di Alassio e ad un contributo della Fondazione San Paolo. Grazie alla fondazione, che ha coperto il 50% della spesa prevista, si è potuto concludere nel mese di ottobre 2008 anche il restauro del campanile annesso, con l'apertura di antiche monofore che erano state nel tempo chiuse. Gli affreschi che adornavano la suddetta chiesa, sono stati trasportati nella chiesa parrocchiale di Vadino, ad Albenga, all'inizio del Novecento.

- Cappelletta Maria Madre di Dio, vicina a Santa Maria del Bossero e al "nuovo" cimitero. Realizzata nel quattrocento un tempo parte di mura di cinta, che a seguito dell'allargamento della strada vennero demolite, lasciando la cappelletta in mezzo alla careggiata tra le due corsie. I disegni al proprio interno sono andati in parte sparendo, ma sono stati oggetto di restauro da parte del Comune di Albenga nel 2022, mostrando la Madonna che tiene in braccio il bambin Gesù, mentre non si riconosco le due figure ai lati.

### Architetture civili
In passato vi era un antico mulino, oggi demolito. Sono presenti anche antiche case patrizie, costruite da nobili albenganesi come residenze di campagna e per sfuggire alla malaria, e un convento oggi divenuto sede di abitazioni.

#### Villa D'Aste
Leca divenne luogo per la realizzazione di ville d'otium dei nobili ingauni della famiglia d'Aste, e qui eressero un complesso di più edifici con terreni coltivati, realizzata nel XVI secolo, iscritta al catasto municipale del 1613, che viene descritta come casa con torre, orto, vigne et olive, chiamata la villa del Poggio. Tale casa diventa proprietà della famiglia D'Aste nel 1720, quando viene ampliata ed abbellita con stucchi, arrivando a chiedere e ottenere dal Vescovo il cambiamento del nome della cappella privata in Nostra Signora della Misericordia, omonima della confraternita di Albenga. Il complesso è descrivibile come due nuclei con architetture diverse, collegati attraverso una torre cinquecentesca e da un muro sovrastato da un cammino per la ronda. La parte antica è realizzate con volte al piano terra e ha subito più trasformazioni nel corso dei secoli; la parte moderna è del XVII secolo e ampliata ancora un secolo dopo, con l'erezione della cappella, il portico antistante e i locali superiori. È presente un salone principale che conserva cinque splendidi portali e un bellissimo camino in ardesia. La parte antica è tinta di rosso, realizzata a due piani, con la torre alta un piano in più e ha una superficie di circa 40 m², mentre la superficie complessiva della casa è di oltre 1500 m². Il pavimento è in parte in cotto del tipo Impruneta. Attualmente l'intera proprietà è stata ristrutturata, facendola diventare un'abitazione turistica

#### Casa Cepollini
La casa Cepollini è un'abitazione nobiliare, edificata dalla famiglia Baamonte durante il corso del XVII secolo come luogo d'otium nella campagna albenganese e successivamente passò alla famiglia Cepollini per eredità naturale. La villa rappresenta un esempio di villa patrizia che ripropone caratteristiche architettoniche dei palazzi di città ma in maniera semplificata. Negli anni '80 del XX secolo la proprietà, assieme a una parte del parco che arrivava fino alla parte dietro l'abside della chiesa parrocchiale, viene ceduto alla Parrocchia stessa. Una parte di questo parco viene acquisita dal Comune di Albenga, che ne realizza un parco pubblico per una parte, mentre la successiva resta di proprietà della Parrocchia che lo utilizza saltuariamente per vari eventi; il comitato di Leca, ha iniziato una fase di restauro e ampliamento con il progetto Leuca 2000. L'abitazione è a due piani più il sottotetto, la muratura è a sacco con volte in muratura portante in muratura; la copertura è a falda a capanna. La struttura è abbastanza semplice, tranne il primo piano dove è presente un piano nobile con caratteristiche architettoniche di vario pregio. Nel 2007 questa abitazione viene posta sotto il vincolo della Soprintendenza. Attualmente il palazzo è sede di alcune associazioni e usato per il volontariato.

#### Cimitero Comunale
Nella frazione di Leca ha sede il cimitero cittadino di Albenga. Realizzato a partire dalla fine del 1800 sull'impronta dei nuovi cimiteri, come quello di Staglieno, e subendo due importanti ampliamenti nel corso della sua storia.

##### Storia
A Leca ha sede il cimitero cittadino collaudato nel marzo del 1893. Realizzato secondo le forme classiche dei cimiteri cittadini dell'epoca, come quello di Staglieno, è opera del progetto realizzato da parte dell'ingegnere Giacomo Revello nel 1886, dopo che Albenga aveva optato per togliere il suo cimitero da Vadino, perché non più salubre visto che era soggetto a continue inondazioni marine. Da decenni la prefettura insisteva con la cittadina perché venissero realizzati le strutture cimiteriali necessarie alla popolazione. Dopo che il 27 marzo 1832 venne emesso il decreto che proibiva ufficialmente l'inumazione dei morti dentro le mura cittadine o in chiese, vennero realizzati i cimiteri di Lusignano e San Fedele fuori dai centri abitati, in aggiunta a quello di Bastia e a quello di Leca, e spostato quello del Capoluogo che era a Vadino dal convento di San Bernardino a una zona vicina alla spiaggia nel quartieri di Vadino. 
L'ingegnere Revello analizzò il territorio e trovo a Leca il luogo ideale, nella zona di terreno sull'estrema pendice del colle, presso la vecchia parrocchia di Leca, in mezzo agli olivi in un luogo che inspira dimora dei trapassati senza impedire lo sviluppo agricolo nella Piana. Il progetto viene approvato dal prefetto il 12 gennaio 1887, che comprendeva la sistemazione del campo di tumulazione, la cinta muraria, la costruzione di una chiesa sullo stile del Pantheon e le prime sei arcate. Il 27 dicembre 1888 si procede al contratto di appalto, approvato il 13 gennaio 1889 affidati alla Impresa Giovanni Bottino fu Giobatta nativo di Prà ma residente a Leca, con il termine dei lavori previsto nel 1889, ma non rispettato, come i costi iniziali previsti. Il 28 dicembre del 1892 viene fatto un sopralluogo di collaudo, per cercare di aprire il camposanto il 1 gennaio; il collaudo avvenne a marzo del 1893 eseguito dal tecnico Secondo Ferraris, ingegnere di prima classe nel Real Corpo del Genio Civile, alla presenza del Direttore dei Lavori e progettista ingegnere Revello, l'impresario Bottino, l'ingegnere Giuseppe Amico e il sindaco Marchese Enrico d'Aste.

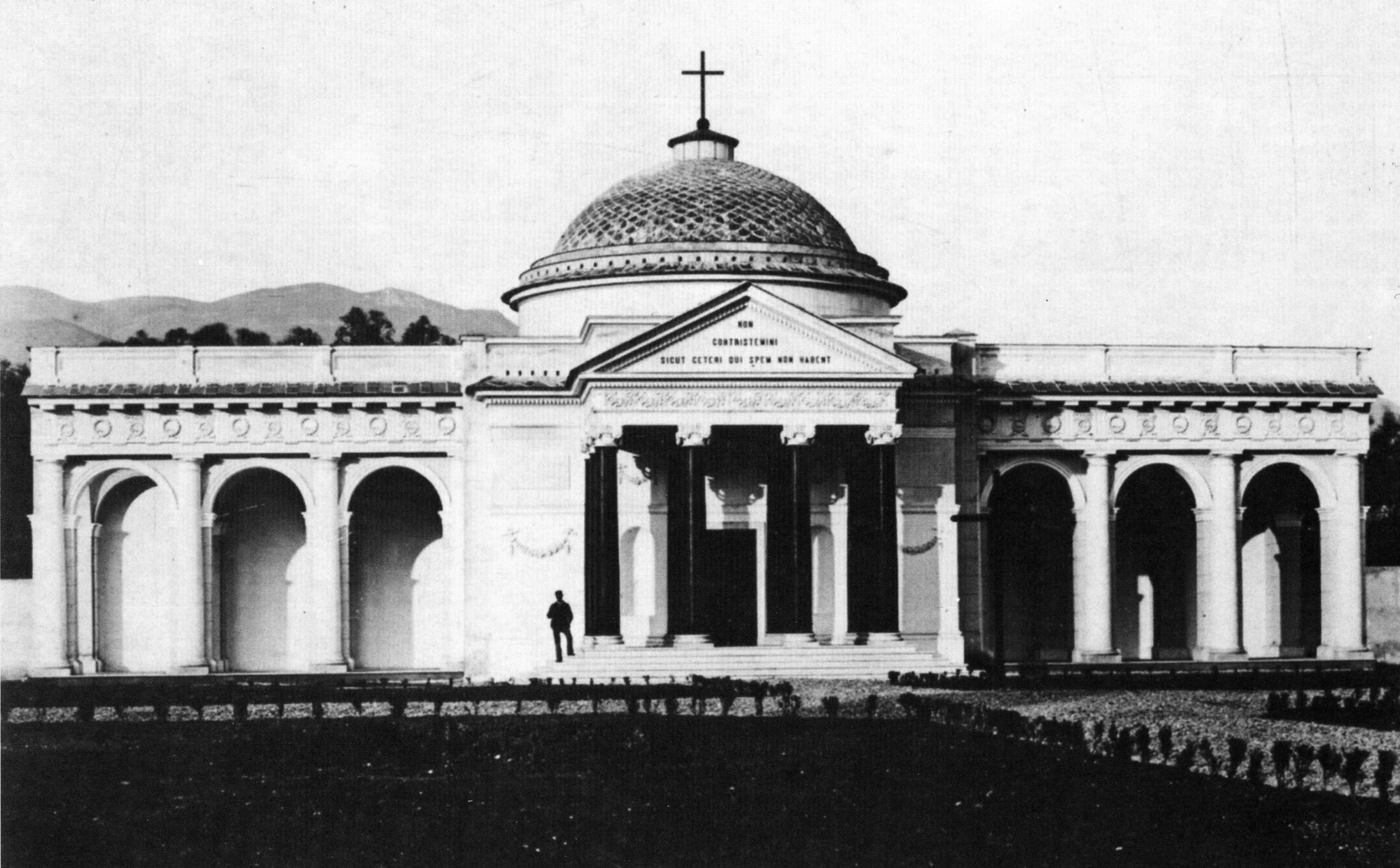
Cimitero di Leca nel 1893 con il progettista Revello il giorno dell'inaugurazione

Dopo alcune liti sull'andamento dei lavori si stabilisce il costo globale dell'opera nella cifra di 70 000 lire. La Municipalità ingauna non aveva conoscenza di quali fossero le norme di un cimitero così importante e scrisse ai colleghi di Genova per chiedergli un aiuto. I problemi riguardo alla parte non realizzata continuano, tanto che nel 1898 si stipula un contratto con l'impresa Soracco Natalino fu Filippo per terminare i lavori. Dopo 3 anni c'è bisogno di nuove sepolture visto che si era dismesso del tutto il cimitero di Vadino, dove nel 1912 la divisione Genio del ministero della Guerra accoglie la richiesta del Comune di demolire la cappella con mine esplosive. Si prevede un'espansione e il Comune acquista nel 1903 il terreno detto Costa per far l'ampliamento semicircolare, ma nel 1904 i lavori vanno a rilento e interviene il Commissario Gerolamo Bajardi e l'ingegnere Ferraris che scrive che se i lavori non proseguono in fretta si dovranno seppellire i morti nei sotterranei della Chiesa. Nel 1908 muore Barbara Tincheri che viene sepolta nel cimitero della Chiesa nonostante avesse già da tempo pagato una cappella privata, stessa cosa nel 1914 per il Maggiore Cav. Lando; i lavori restano indietro, basti pensare che nel 1907 non sono ancora piantati gli alberi e le aiuole. Si creano più arcate e si dà la possibilità di creare cappelle di famiglie nella zona semicircolare. Si susseguono altri lavori, e negli anni '20 il cimitero di Albenga diventa meta turistica, in quanto ricco di valore architettonico e storico. Nel 1936 il Comune concede un'area per i caduti di guerra all'Amministrazione Militare posta alla sinistra del Pantheon con le croci di guerra. Nel 1937 si segnalano la mancanza di colombari con salme lasciate per lungo tempo depositate in attesa dell'inumazione, per il quale dovettero intervenire i carabinieri, e nel 1937 l'impresa edile Vincenzo Benedetto viene incaricata dal Podestà per la costruzione di otto arcate simmetriche, ma con la guerra imminente i lavori si protraggono vivendo varie vicissitudini. Nel 1946 l'ingegnere Mazzarelli progetta la costruzione di un'arcata sul lato mare per dare degna sepoltura a 22 tombe dei Martiri della Foce. Negli anni '50 l'impresa Benedetto continua i lavori, dove si realizzano nuove arcate, tombe a terra e colombari. Nel '57 con l'impresa Ferdinando Maragliano si conclude definitivamente il progetto di Revello. Ma i posti non bastano e si procede a nuovi ampliamenti nel 1959 il Consiglio Comunale esamina il progetto per l'ampliamento dell'area di ulteriori 17100 mq, ma essendo troppo ampio si decide di ampliare sul lato ovest. Per ovviare agli spazi viene realizzato un ulteriore ampliamento sul lato sud, con la realizzazione di un secondo livello e un prato lasciato libero in caso di epidemie, realizzato a cavallo del millennio su progetto dell'ing. Fulvio Ricci. Nel 2013 viene proposta la realizzazione di un ampliamento con la creazione di forno crematorio interno al cimitero, che tuttavia non trova d'accordo la popolazione portando alla caduta della giunta comunale. Nel 2019 vengono avviati dei lavori per realizzare nuovi colombari che vanno a sostituire i posti a terra.

##### Architettura
Il cimitero si divide in tre macrozone, più una parte di esterni. L'area globale è di circa 23000 m². La prima che è la più antica, dove ha sede la parte monumentale e la cappella realizzata sull'orma del Pantheon, inaugurata nel 1893, è di circa 8500 m²; con un ampliamento eseguito attorno agli anni '50 e '60 del XX secolo, di una parte di 6000 mq e infine la parte superiore realizzata negli anni '90 (3000 m²).

## Società

### Istituzioni, enti e associazioni
- Confraternita della "SS. Annunziata";
- ANPI Leca[10];
- Comitato territoriale di Leca d'Albenga;

## Cultura

### Eventi

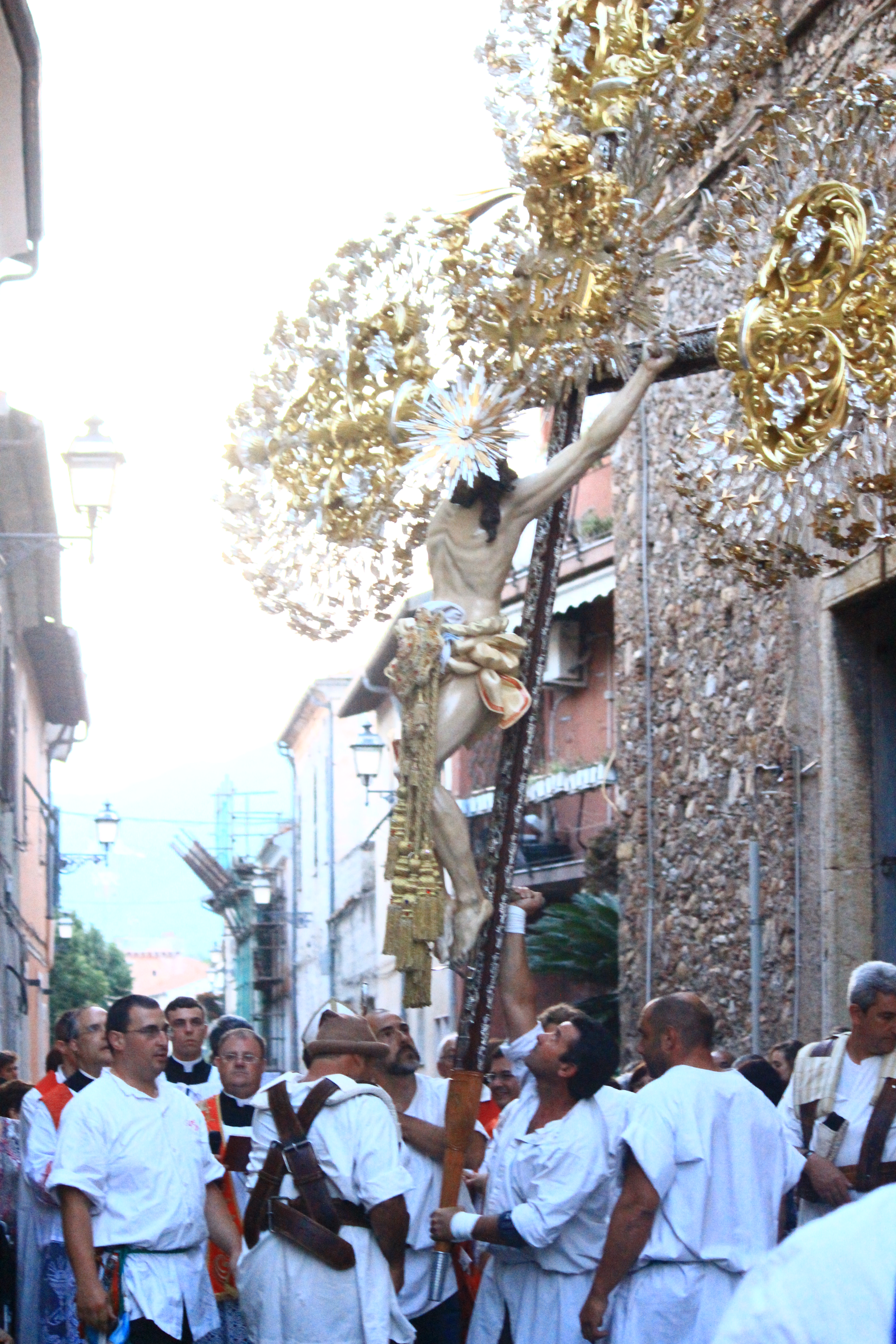
Processione in onore dei Santi Pietro e Paolo del 29 giugno 2015

- Festa patronale dei santi Pietro e Paolo, il 29 giugno;
- Festa di san Giovanni Battista, il 24 giugno;
- Festa di Nostra Signora Assunta, il 15 agosto;
- Festa del Budino della Nonna;[11]